# 宮下淳
宮下 淳（みやした すなお、1943年-）は、日本の商学者（流通情報システム論・経営情報管理論）。大阪府立産業能率研究所主任研究員、静岡県立大学経営情報学部教授・学部長（第5代）、大阪学院大学流通科学部教授・学部長などを歴任した。

## 来歴

### 生い立ち
愛知県生まれ。関西大学に進学し、商学部の商学科にて商学を学んだ。関西大学を卒業し、商学士の称号を取得した。

### 研究者として
大学卒業後は、大阪府立産業能率研究所に勤務した。当初は研究員として勤務していたが、のちに主任研究員に昇任した。また、その間に、大阪中小企業情報センターにて、企画調査室の課長も兼務した。
次に、大阪府立産業能率研究所から静岡県立大学に移り、経営情報学部の助教授に就任した。のちに、経営情報学部の教授に昇任した。また、静岡県立大学の大学院にて、経営情報学研究科の教授も兼任した。1998年、大坪檀の後任として、同大学の経営情報学部の学部長に就任した。また、静岡県立大学にて勤務する傍ら、ノースウェスタン大学にてケロッグ経営大学院の客員研究員も務めた。
その後、静岡県立大学から大阪学院大学に転じた。大阪学院大学では、流通科学部の教授に就任し学部長も務めた。2014年3月に定年退職。

## 研究
専門は流通情報システム論、経営情報管理論といった分野の研究に取り組んでいる。
主宰する研究室のテーマとしては、「情報ネットワークを活用した流通」を掲げている。研究の手法として「生産者や消費者行動も視野に入れ、さらには、実際の動きを情報システムやネットワークとの関係でみる」。そのうえで「流通を新しい視点からとらえ、それによって現代の産業経済活動をネットワークと情報理論で読み解く」。
具体的には、今後の研究課題として、産業経済と流通情報コモンズについての研究や、流通ビジネスモデルと経営イノベーションについての研究を挙げている。
主な著書
- 『流通情報システム論（単著）』同友館、1994年.
- 『販売・流通情報システムと診断（共著）』同友館、1994年.
- 『情報社会と経営（共著）』文眞堂、1997年.
- 『中小企業の協同組織行動（単著）』白桃書房、1999年.
- 『流通ビジネスモデル（共著）』中央経済社、2002年.
- 『市場経済と流通（単著）』同友館、2009年.
- 『小企業・自営業がつくる未来社会（共著）』晃洋書房、2013年.

論文
- 宮下淳「経営情報システムの発展における基礎概念」『経営と情報 : 静岡県立大学・経営情報学部/学報』第3巻第1号、静岡県立大学経営情報学部、1991年3月、7-30頁、ISSN 0918-8215、NAID 110004614593。
- 宮下淳「商業政策と都市経営」『経営と情報 : 静岡県立大学・経営情報学部/学報』第5巻第1号、静岡県立大学経営情報学部、1993年1月、31-47頁、ISSN 0918-8215、NAID 110004614605。
- 宮下淳「中小工業協同組織の革新」『経営と情報 : 静岡県立大学・経営情報学部/学報』第10巻第2号、静岡県立大学経営情報学部、1998年6月、1-16頁、ISSN 0918-8215、NAID 110004614504。
- 宮下淳「地場産業組織の諸相」『経営と情報 : 静岡県立大学・経営情報学部/学報』第11巻第2号、静岡県立大学経営情報学部、1999年4月、19-31頁、ISSN 0918-8215、NAID 110004614520。
- 宮下淳「協業情報の個的実在性と共同性」『大阪学院大学流通・経営学論集』第36巻第1号、大阪学院大学流通・経営学会、2010年7月、4881-4916頁、doi:10.24730/00000085、ISSN 18833462、NAID 120005347985。
- 宮下淳「流通経済における価値乖離と情報関与の位相」『大阪学院大学流通・経営学論集』第38巻第1号、大阪学院大学流通・経営学会、2012年9月、5373-5426頁、doi:10.24730/00000071、ISSN 1883-3462、NAID 120005347980。